# Chevrolet C/K
Chevrolet C/K – samochód osobowo-dostawczy typu pick-up klasy wyższej produkowany pod amerykańską marką Chevrolet w latach 1959 – 2001.

## Pierwsza generacja

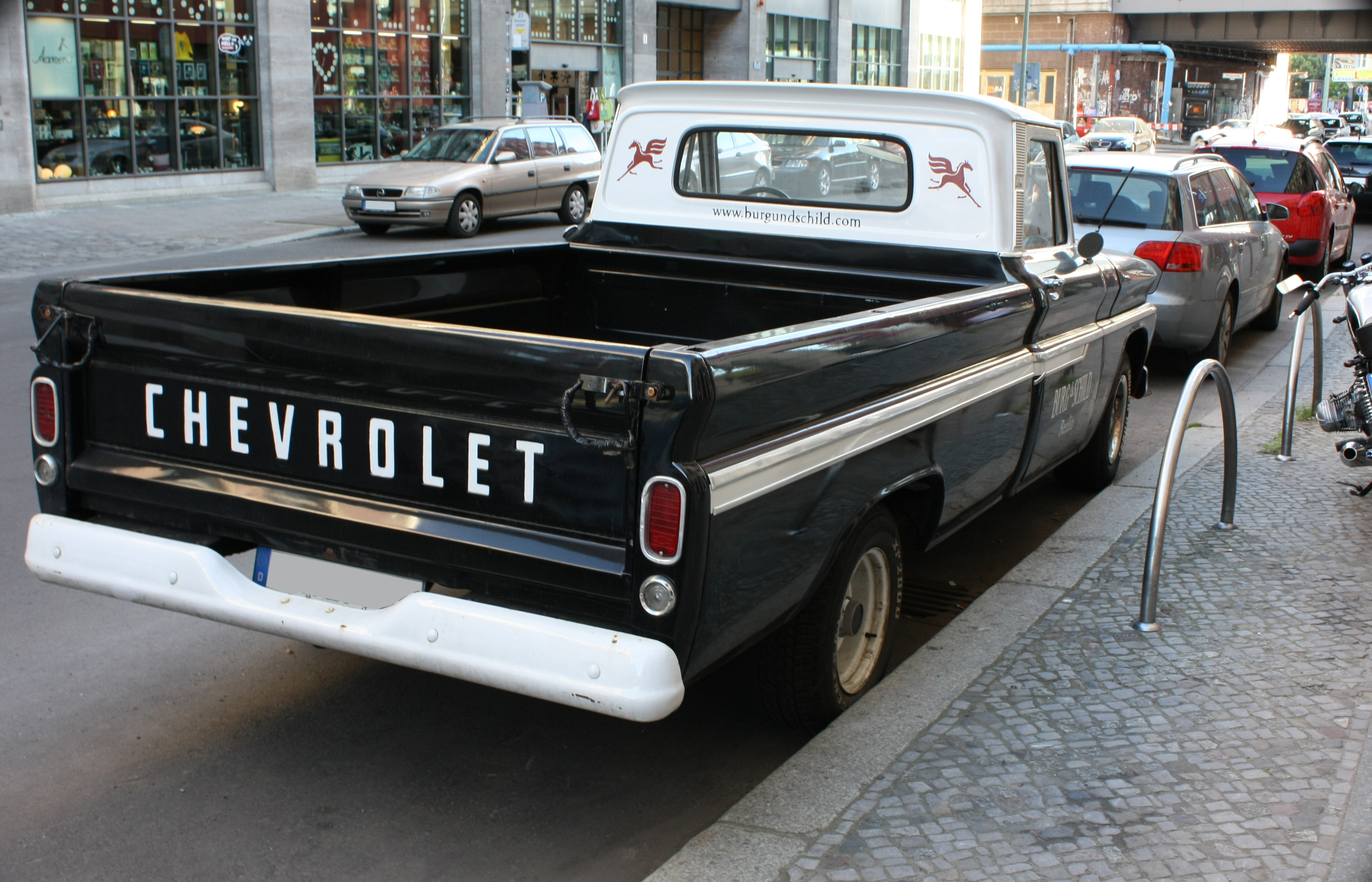
Chevrolet C/K I - tył

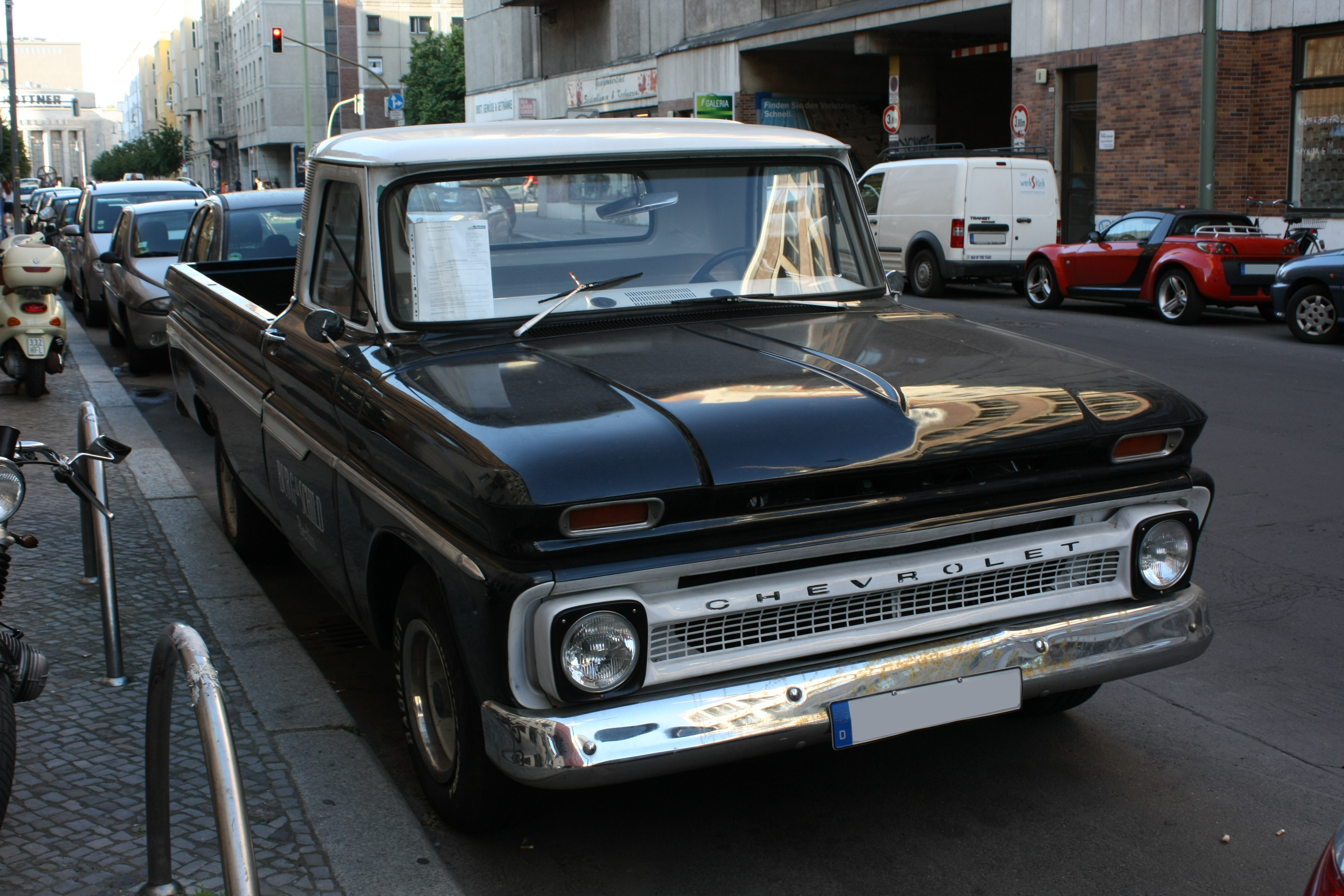
Chevrolet C/K I po liftingu

Chevrolet C/K I został zaprezentowany po raz pierwszy w 1959 roku.
Linia modelowa C/K pojawiła się w gamie Chevroleta jako rodzina dużych pojazdów dostawczo-osobowych zbudowana wspólnie z bratnią marką GMC w ramach koncernu General Motors. W dotychczasowej ofercie producenta C/K zastąpiło linię Chevrolet Task Force.
Pojazd przyniósł obszerne zmiany stylistyczne. Samochód utrzymano w charakterystycznej, wielokształtnej formie z zaokrąglonymi błotnikami i charakterystycznym przetłoczeniem otaczającym pas przedni oraz błotniki. Atrapa chłodnicy została z kolei nisko osadzona z szeroko rozstawionymi okrągłymi reflektorami.

### Lifting
Po restylizacji Chevroleta C/K pierwszej generacji samochód zyskał zmodyfikowaną atrapę chłodnicy z dużą poprzeczką dzielącą ją na pół, a także atrapę chłodnicy w białej barwie.

### Silniki
- L6 3.8l
- L6 3.9l
- L6 4.1l
- L6 4.3l
- L6 4.8l
- V6 5.0l
- V8 4.6l
- V8 5.3l

## Druga generacja

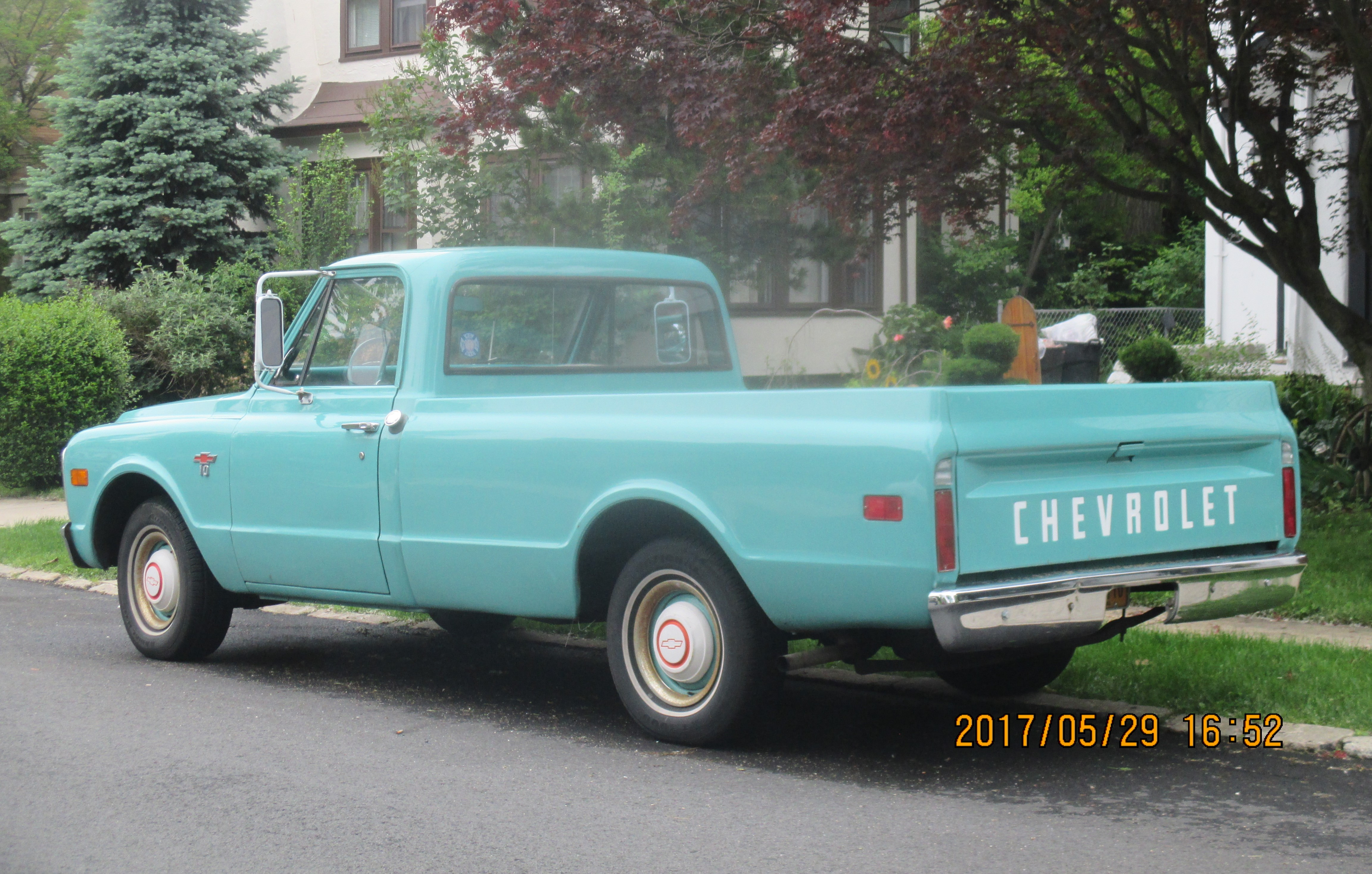
Chevrolet C/K II - tył

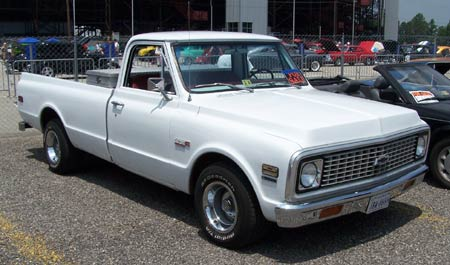
Chevrolet C/K II po liftingu

Chevrolet C/K II został zaprezentowany po raz pierwszy w 1966 roku.
Druga generacja rodziny modeli C/K otrzymała gruntownie zrestylizowane nadwozie, które zachowało łagodniej zarysowane, bardziej kanciaste linie. Z przodu pojawiły się zabudowane, szeroko rozstawione reflektory, za to charakterystycznym elementem stała się tym razem duża, chromowana poprzeczka z nazwą producenta. Tylną część nadwozia wyróżniała wyraźnie zarysowane nadkola.

### Lifting
W 1971 roku Chevrolet C/K drugiej generacji przeszedł obszerną modernizację, która objęła wygląd atrapy chłodnicy. Dotychczasowy projekt zastąpił grill o strukturze chromowanej kraty, na którym po raz pierwszy pojawiło się w centralnym punkcie odświeżone logo Chevroleta.

### Silniki
- L6 4.1l
- L6 4.8l
- V6 5.0l
- V8 4.6l
- V8 5.0l
- V8 5.4l
- V8 5.7l
- V8 5.8l
- V8 6.0l
- V8 6.6l

## Trzecia generacja

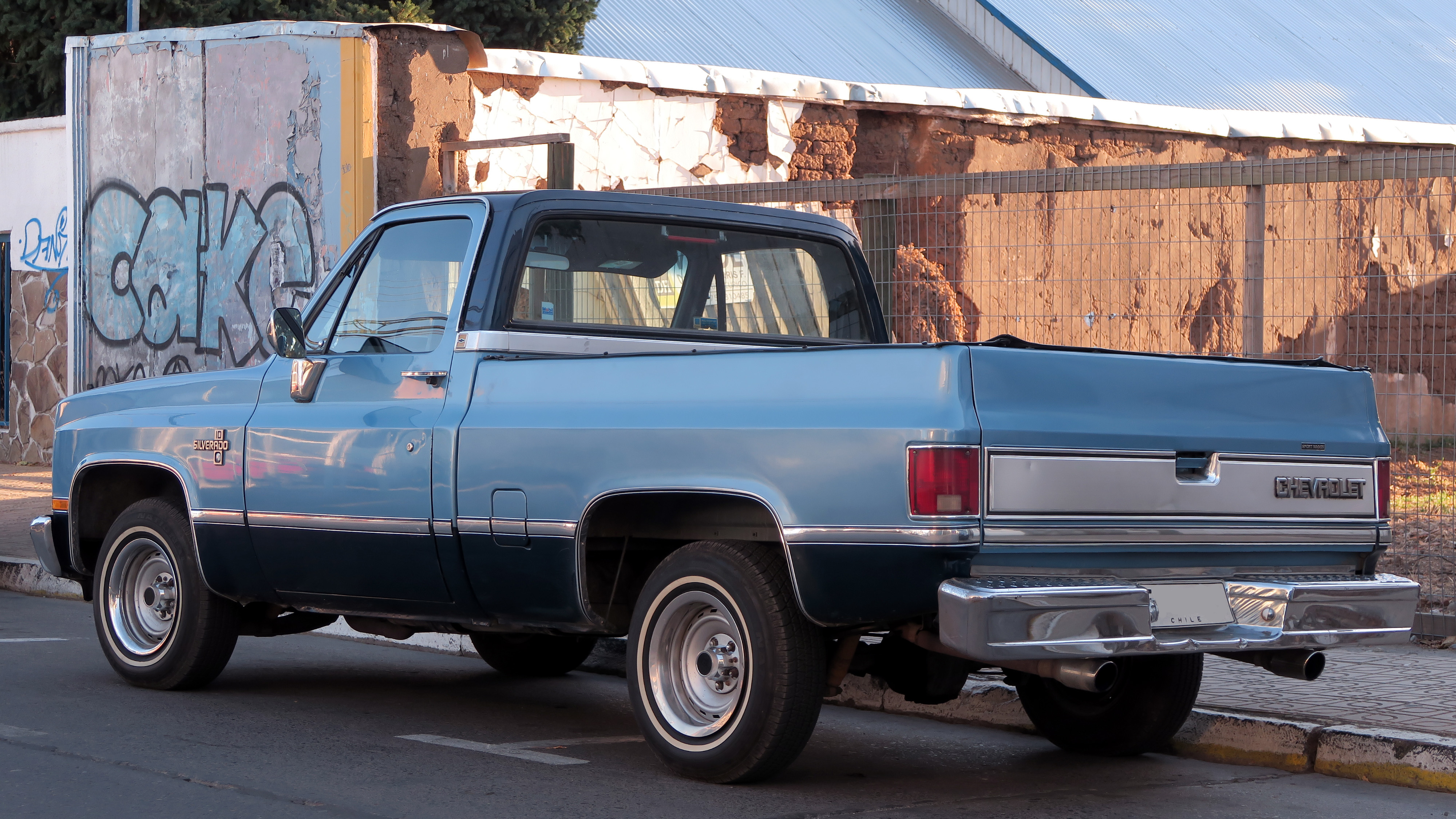
Chevrolet C/K III - tył

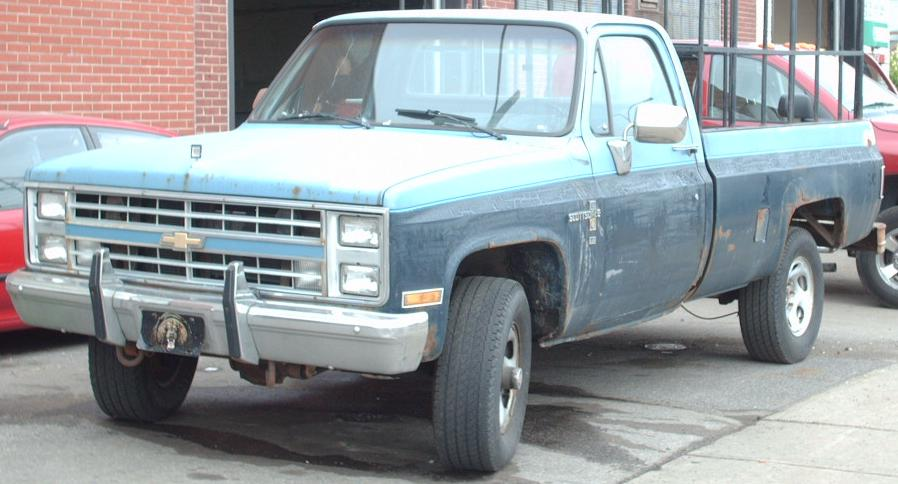
Chevrolet C/K III po liftingu

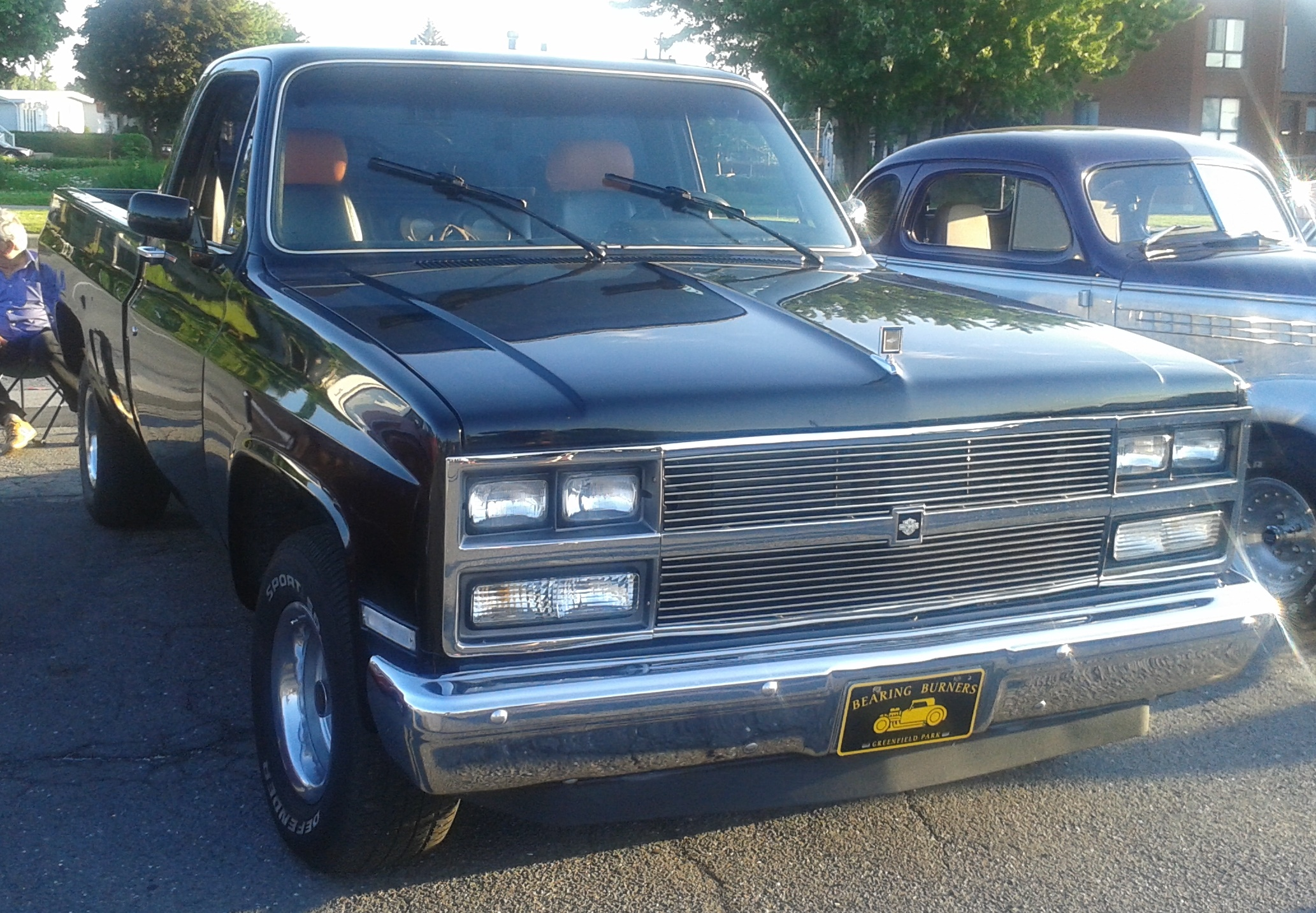
Chevrolet C/K III po drugim liftingu

Chevrolet C/K III został zaprezentowany po raz pierwszy w 1972 roku.
Nadwozie C/K ponownie znacznie różniło się od poprzedniej generacji, w radykalnym kierunku zmierzając w stronę kanciastych form. Trzecia generacja potocznie nazywana jest "Squere Body" lub "Box Body", co wiąże się z prostą formą, w jakiej utrzymano nadwozie. Charakterystycznym elementem stały się podwójne, pionowo umieszczone reflektory tworzone przez większy klosz reflektora i mniejszy od kierunkowskazu.
Skrzynia ładunkowa dostępna była w dwóch rodzajach Fleetside o prostym kształcie oraz klasycznym Stepside zwężaną z dodatkowymi stopniami po bokach. Dostępne były różne długości skrzyni ładunkowej, jak ShortBed oraz LongBed. Podwozie było produkowane w trzech wariantach w kategorii ładowności 1/2, 3/4 i 1 tony. Składało się ze stalowej ramy łączonej nitami, przedniego niezależnego zawieszenia sprężynowego oraz tylnej osi na resorach piórowych lub w przypadku wersji 4x4 obu osi zawieszonych na resorach piórowych.

### Restylizacje
Podczas trwającej niespełna 20 lat produkcji trzeciej generacji Chevroleta C/K, samochód przeszedł szereg mniejszych i dwie obszerne restylizacje koncentrujące się głównie na wyglądzie pasa przedniego.
W pierwszej modernizacji pojawiły się prostokątne, pojedyncze, lub opcjonalne podwójne, pionowo umieszczone reflektory podzielone na pół, z kolei drugi lifting przyniósł charakterystyczne, podłużne reflektory nawiązujące do równolegle produkowanej czwartej generacji. 

### Silniki
- L6 4.1l
- L6 4.8l
- V6 5.0l
- V8 4.6l
- V8 5.0l
- V8 5.4l
- V8 5.7l
- V8 5.8l
- V8 6.0l
- V8 6.6l
- V8 7.4l

## Czwarta generacja

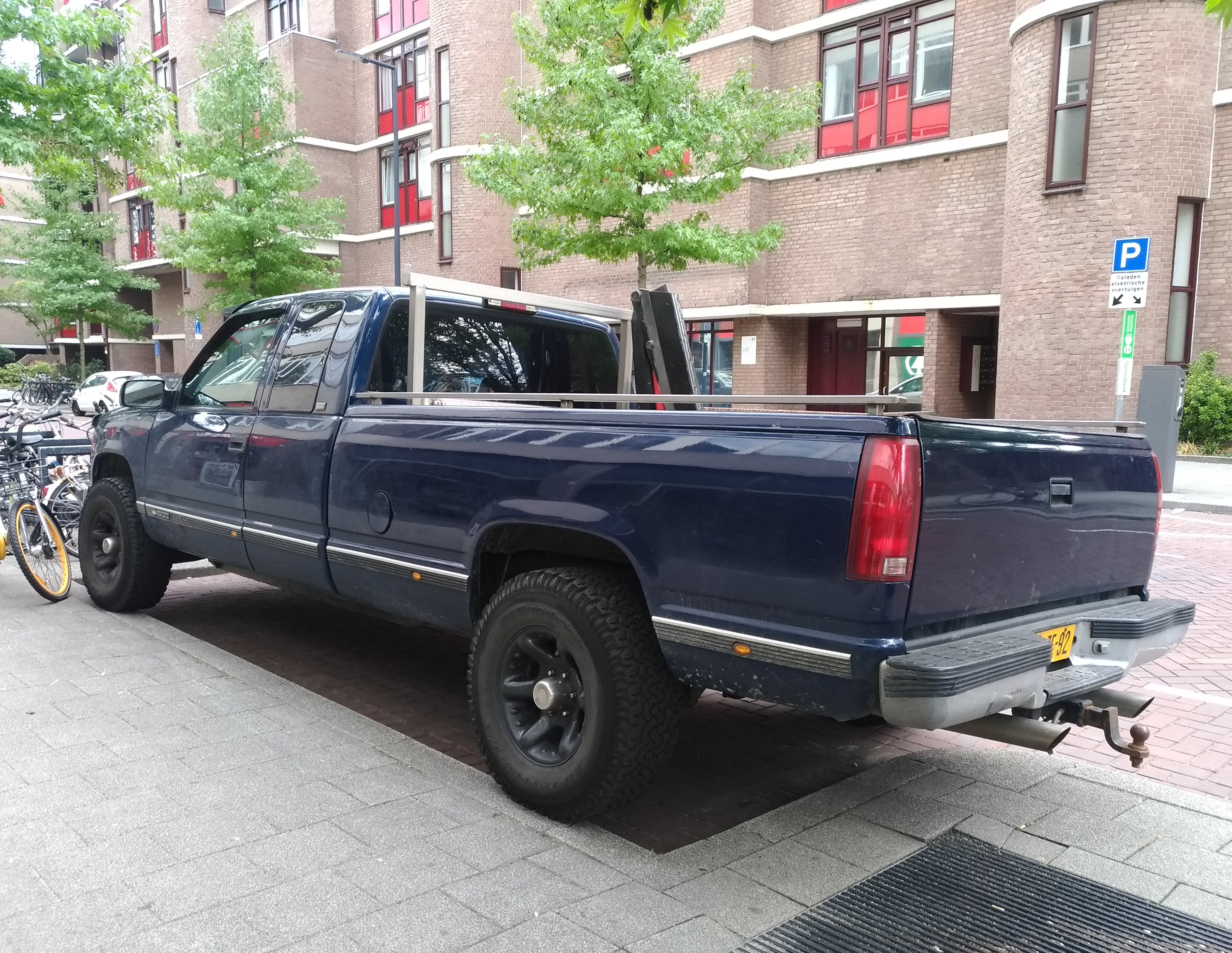
Chevrolet C/K IV - tył

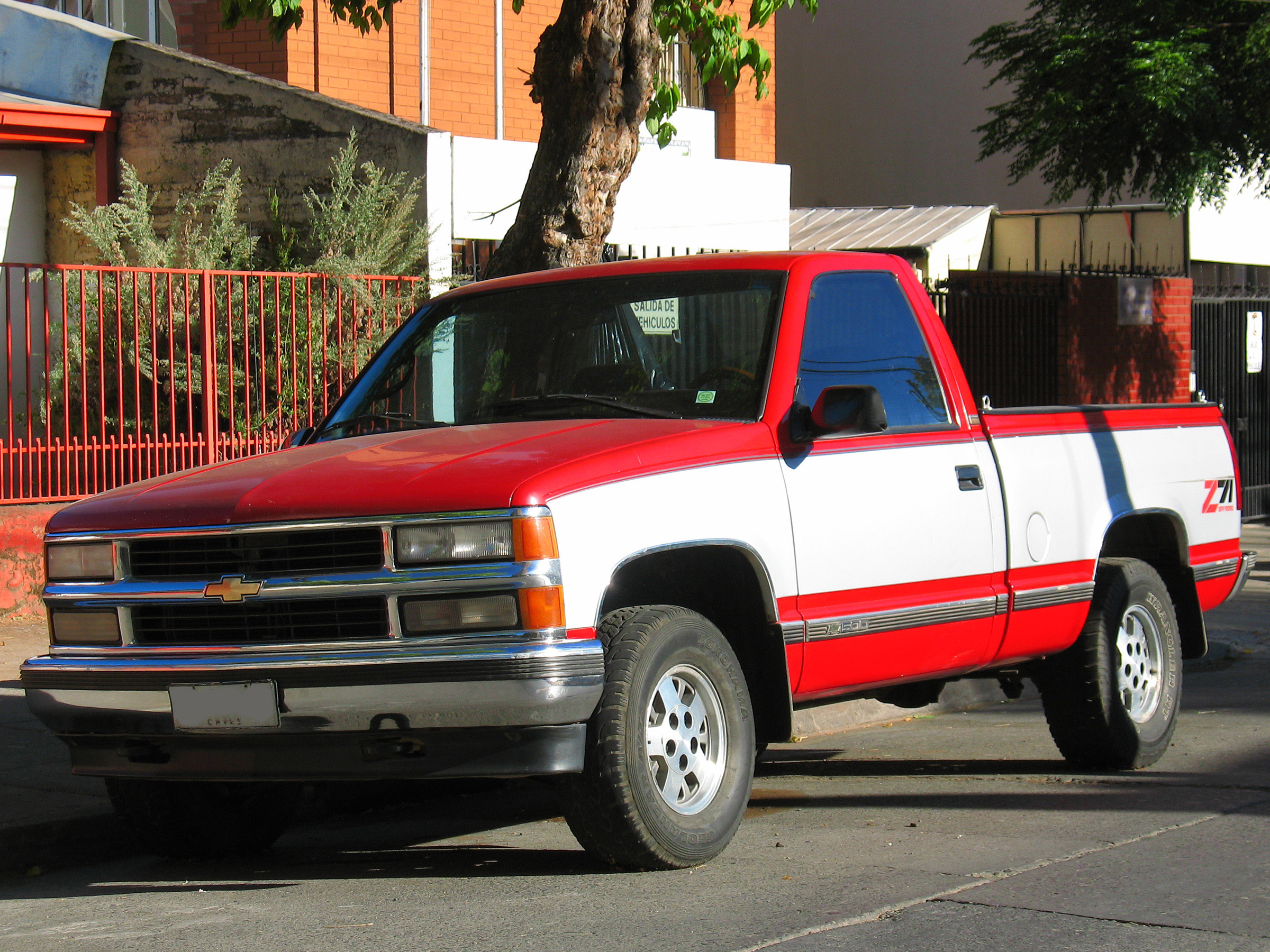
Chevrolet C/K IV po liftingu

Chevrolet C/K IV został zaprezentowany po raz pierwszy w 1986 roku.
W czasie, gdy bliźniaczy model GMC zmienił nazwę z C/K na Sierra, Chevrolet zdecydował się zachować dotychczasową nazwę konstruując zupełnie nową generację pełnowymiarowych samochodów osobowo-dostawczych. Wykorzystano do tego celu platformę GMT400, co wiązało się z identycznym wyglądem w stosunku do nowej generacji SUV-ów z serii K5 Blazer, Tahoe i Suburban.

### Lifting
Podobnie do bliźniaczych SUV-ów opartych na architekturze GMT400, Chevrolet C/K w 1989 roku przeszedł obszerną restylizację pasa przedniego. Ponownie pojawiły się podwójne, szerokie i przedzielone poprzeczką reflektory.

### Koniec produkcji i następca
Produkcja czwartej i zarazem ostatniej generacji Chevroleta C/K zakończyła się z początkiem XXI wieku, kiedy to przy okazji zbudowanego od podstaw następcy Chevrolet zastosował nową nazwę dla produkowanego już od 1999 roku modelu Silverado.

### Silniki
- L6 4.1l
- L6 4.8l
- V6 5.0l
- V8 4.6l
- V8 5.0l
- V8 5.4l
- V8 5.8l
- V8 7.4l
- V8 6.0l
- V8 6.5l